# 猪狩進
猪狩進（いかりすすむ）とは、実況パワフルプロ野球（以下パワプロ）、パワプロクンポケットシリーズ（以下パワポケ）に登場する架空の野球選手。ポジションは捕手。長打力には欠けるがシュアな打撃が長所で、走力・守備力は同作の中でトップクラス。右投げ左打ち。初登場は「実況パワフルプロ野球5」。
パワプロクンポケットシリーズに登場する、彼と深い関係にあるキャラクター野球マスクも本項で説明する。
担当声優は市川太一（ゲーム『パワプロ2022』）。
※本項の選手能力、設定などでは、特に記述がない限りパワプロシリーズに準拠している。

## 特徴
高校時代（あかつき大附属高校）から兄（猪狩守）と共に黄金バッテリーを組む強肩、巧打、好守を誇る名捕手だが、その頃から猪狩と言えば兄の猪狩守を指すといわれ、内心複雑な物があったらしく兄の方はプロにはいっても同じチームと思っていたがオリックス・ブルーウェーブに電撃指名入りする。オリックスに入った理由は兄と似たタイプの選手である神童の投球をみて（『パワプロ9』）兄を倒せると思ったため。自分自身が一流でありながら兄がそれを遙かにしのぐ超一流であることに強いコンプレックスがあったが、日本シリーズにてコンプレックスを解消する（『パワプロ7』）。
オリックス入団後、3年目で猪狩カイザースに移籍、さらに神童を追ってアメリカのレギュラーリーグ（レッドエンジェルスに移籍（『パワプロ11』）に挑戦するなど、その行動原理は“兄を越える・プロで活躍する”から、神童についていくという理由に変化している。
『パワプロ15』の選手データでは、年齢のためか、若干能力が抑えられ、トレードマーク能力の1つ「広角打法」が無くなっている。
『パワプロ5』では、交通事故に遭うイベントがあり、『パワポケ1』のストーリーが一部繋がっている。（後述を参照）『パワプロ9』「パワプロ2022」でも交通事故に遭うイベントがあるが、その前のイベントでの主人公の行動(進に「交通事故のお守り」を渡す)により回避できる場合がある。

## 人物
- 兄に似ず性格は温厚である。主人公と2人でゲームセンターに行ったり、ライバル校の人間でありながら打撃理論、トレーニング方法を語ったりしている（『パワプロ5』）。
- 家庭的で料理が得意である。

## パワポケシリーズの猪狩進
パワポケ1（パワプロ5と同時期）では、交通事故に遭いプロペラ団に拉致、改造手術を受け野球マスクになってしまうなど、サクセスに登場するキャラクターの中でも幸の薄さは際立つ。
パワポケ7に登場している事も大きな特徴。以前の公式インタビューでは、「世界観の問題もあり、『パワプロ』のキャラは『パワポケ3』以降には出ません。」と明言されていた（『パワポケ大全』）が、猪狩進は7で再登場を果たした。改造手術の影響で既に引退しており、アメリカでスポーツドクターとして働いている（守はパワポケ11以前の時期に引退した設定だが、7の時期の進退は不明）。リスクメーターが満タンになった際のゲームオーバーでは、弱気になった主人公を叱咤し再起を促してくる。兄の話題になると途端に口を閉ざし、その場からいなくなってしまうことから、兄に対し屈折した感情を抱いていることが窺える。パワポケ14ではデリック・マクダニエルの専属コーチとして名前のみ登場している。
パワポケ11の時代では1の主人公の世代は40歳であり、逆算すると7時点の猪狩進の年齢は30代半ばとなる。またパワポケ14の時代では一年上の外藤が作中で47歳と語っており、1の主人公の世代は46歳となる。

### 野球マスク
パワポケ1では高校二年生の夏、極亜久高校の主力メンバー・外籐侠二の仕掛けたバナナの皮で足を滑らせ（外籐自身はバナナの皮で滑り、頭を打って記憶喪失にさせるケースを想定していた）、交通事故に遭い入院するが、程なくして秘密結社プロペラ団に拉致されてしまう。度重なる改造手術を受け『野球マスク』としてパワーアップし、交通事故から約一年後、プロペラ団傘下の聖皇学園のエースとして主人公達の前に立ちはだかる。本来のポジションはキャッチャーだが、パワーアップ後はピッチャーになり、脅威的なピッチングを披露する。後に加藤理香によって元の状態に戻るが、改造手術の代償として視力が低下し、普通の人間に戻った後も眼鏡を着用するようになる。
以降のシリーズでもアレンジ専用チーム『デビルスターズ』のエースとして登場しているが、11以降は若干能力が抑えられている（スタッフ曰く「年齢を重ねたから」）。しかし、パワポケ13からは本来の能力に戻っている。パワポケ14のトツゲキ甲子園では甲子園準決勝の相手として登場している。
裏サクセスではパワポケ5に「野球仮面」として登場している。
パワプロシリーズにも度々ゲストのような形で登場しており、緑色に変色した髪が改造手術の凄まじさを物語っている。'99の冥球島編およびパワプロ12のチャンピオン大会の1モード「夏の高校野球杯」ではあかつき大付属の進と聖皇学園の野球マスクが両方登場している。パワプロ2013では再び出演したが、今までの作品と異なり、改造された後のポジションはキャッチャーのままである（条件次第ピッチャーにする事が可能）。

## 能力
■～パワプロ2010
| ミートカーソル                                                                                            | パワー | 走力 | 肩力 | 守備力 | エラー回避 |
| --- | ------ | ---- | ---- | ------ | ---------- |
| 5（C10）（2010のみC11）                                                                                   | 65     | 13   | 13   | 12     | 13         |
| 特殊能力                                                                                                  |        |      |      |        |            |
| アベレージヒッター、キャッチャー◎、広角打法（14～2009では非所持）、人気者（2010のみ）、選球眼（2010のみ） |        |      |      |        |            |

■パワプロ2011～
| ミートカーソル                                          | パワー | 走力 | 肩力 | 守備力 | 捕球 |
| ------------------------------------------------------- | ------ | ---- | ---- | ------ | ---- |
| C68                                                     | D51    | B75  | B75  | B72    | S90  |
| 特殊能力                                                |        |      |      |        |      |
| アベレージヒッター、キャッチャー◎、広角打法、ミート多用 |        |      |      |        |      |

■野球マスク(パワポケシリーズ、～パワプロ12)
野手能力
| ミートカーソル                            | パワー | 走力 | 肩力 | 守備力 | 耐エラー               |
| ----------------------------------------- | ------ | ---- | ---- | ------ | ---------------------- |
| C5                                        | A140   | B12  | B12  | B13    | D9（10超決定版のみG1） |
| 特殊能力                                  |        |      |      |        |                        |
| パワーヒッター、アベレージヒッター、逆境○ |        |      |      |        |                        |

投手能力
| 球速                                                                                               | コントロール | スタミナ | 変化球                            |
| -------------------------------------------------------------------------------------------------- | ------------ | -------- | --------------------------------- |
| 155km/h                                                                                            | A220         | A250     | スライダー6・フォーク4・シンカー4 |
| 特殊能力                                                                                           |              |          |                                   |
| 対ピンチ○（聖皇在籍時）→打たれ強い（他チーム在籍時）、リリース○、一発（パワポケシリーズと99'のみ） |              |          |                                   |

■野球マスク(パワプロ2013)
野手能力
| ミートカーソル                                           | パワー | 走力 | 肩力 | 守備力 | エラー回避 |
| -------------------------------------------------------- | ------ | ---- | ---- | ------ | ---------- |
| C60                                                      | A90    | B70  | B75  | B75    | D50        |
| 特殊能力                                                 |        |      |      |        |            |
| キャッチャー5、パワーヒッター、アベレージヒッター、逆境○ |        |      |      |        |            |

投手能力
| 球速                       | コントロール | スタミナ | 変化球                            |
| -------------------------- | ------------ | -------- | --------------------------------- |
| 155km/h                    | A88          | S100     | スライダー6・フォーク4・シンカー4 |
| 特殊能力                   |              |          |                                   |
| 対ピンチ4、リリース○、一発 |              |          |                                   |

### 友情タッグ練習
- 守備
- パワプロ8では打撃（要猪狩守）・走塁（要ミッキー）。

### 背番号
- 27